# گاه‌شماری بربری

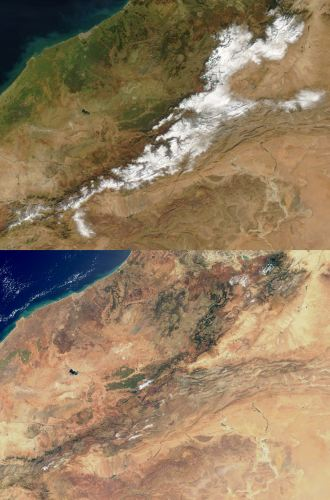

گاهشماری بربری (به انگلیسی: Berber calendar)، تقویمی سالانه است که مردم بربر شمال آفریقا از آن استفاده می‌کنند. این گاهشماری در زبان عربی با نام «فلاحی» (کشاورزی) یا «عجم» شناخته می‌شود. دلیل این نام‌گذاری اعراب این است که آن‌ها از گاهشماری بربری برای تنظیم کار فصلی کشاورزی‌شان بهره می‌برند. گاهشماری بربری از نظر زمانی، دقیقاً با گاهشماری یولیانی مطابقت می‌کند. از گاهشماری یولیانی پیش از معرفی گاه‌شماری گرگوری در اروپا استفاده می‌شد و هم‌اکنون نیز در کلیساهای شرق کاربرد دارد.
نام ماه‌های گاهشماری جدید بربر از نام‌های رومی قدیمی استفاده شده در گاهشماری یولیانی گرفته شده‌است.